# إليشا دبليو. كيز
إليشا دبليو. كيز هو سياسي أمريكي، ولد في 23 يونيو 1828 في نورثفيلد في الولايات المتحدة، وتوفي في 29 نوفمبر 1910. نشط حزبياً في الحزب الجمهوري. وقد انتخب عضو جمعية ولاية ويسكونسن ‏.